# تاشائولوو
تاشائولوو (انگلیسی: Tashaulovo) یک شهرک در شهرستان سالاواتسکی استان باشقیرستان کشور روسیه است.